# Fritz Goerdeler
Fritz Hermann Goerdeler (ur. 6 marca 1886 w Pile, zm. 1 marca 1945 w Berlinie) – niemiecki prawnik i działacz opozycji antyhitlerowskiej.

## Życiorys
Urodził się w Pile, która wówczas nosiła nazwę Schneidemühl. Był młodszym bratem Carla Friedricha Goerdelera. Wychowywał się w Kwidzynie (Marienwerder), gdzie od 1890 jego ojciec był sędzią. Goerdeler studiował prawo i pracował jako prawnik. W 1920 został burmistrzem Kwidzyna, a w 1932 został wybrany ponownie, jednak w 1933 został zmuszony do ustąpienia po tym, jak odmówił wstąpienia do NSDAP.
Był w latach 1934–1944 skarbnikiem miejskim w Królewcu. Tam przyłączył się do opozycji antynazistowskiej. Miał bliskie kontakty z przeciwnikami Hitlera w kręgach wojskowych, zwłaszcza w Prusach Wschodnich.
Został uwięziony po zamachu na Hitlera w Wilczym Szańcu i skazany na śmierć przez trybunał ludowy (Volksgerichtshof) 23 lutego 1945. 1 marca został powieszony w więzieniu Plötzensee.
Był żonaty. Miał trzy córki i syna.